# Korn (album)
Pour les articles homonymes, voir Korn (homonymie).
Albums de Korn
Life Is Peachy
(1996)
Singles
1. Blind
Sortie : 1er août 1994
2. Need To
Sortie : 8 avril 1995
3. Shoots and Ladders
Sortie : 31 octobre 1995
4. Clown
Sortie : 2 février 1995

Korn (imprimé KoЯn) est le premier album homonyme du groupe américain de metal Korn, sorti le 11 octobre 1994 aux États-Unis sous les labels Immortal Records et Epic Records. Avant d'enregistrer l'album, le groupe a été approché par Immortal Records/Epic après une performance à Huntington Beach, en Californie. Le groupe a enregistré au Indigo Ranch Studios à Malibu, en Californie, producteur Ross Robinson, qui a produit aussi leur démo Neidermeyer's Mind en 1993. L'enregistrement a eu lieu de mai à juin 1994. Après les enregistrements, Korn est parti ensuite en tournée avec Biohazard et House of Pain.
Les thèmes de l'album tournent autour principalement de la dépendance à la drogue et de maltraitance des enfants. La pochette de l'album controversé dépeint une jeune fille sur une balançoire qui est approché par un grand homme qui tient ce qui semble être un fer à cheval. La photographie a été réalisée par Stephen Stickler, et le design a été réalisé par Jay Papke et Dante Ariola. Le premier single "Blind" est classé numéro 15 sur le Canadian Alternative 30, l'album a atteint la deuxième place en Nouvelle-Zélande ainsi que la 72e place sur le Billboard 200. Le premier album s'est vendu à 2.390.126 exemplaires aux États-Unis selon Nielsen SoundScan le 4 janvier 2013. L'album s'est vendu à plus de 10 millions d'exemplaires à travers le monde, et réputé avoir popularisé le nu metal.

## Contexte
Avant que Korn ne se fasse un nom, le groupe avait emménagé ensemble dans une petite maison à Huntington Beach, au sud de Los Angeles, en Californie, où ils ont commencé à travailler sur des chansons.  Peu après leur arrivée, ils ont loué un studio d'enregistrement au Underground Chicken Sounds de Jeff Creath, qui avait déjà permis au chanteur, Jonathan Davis de vivre dans son garage. Alors qu'ils enregistraient dans le studio, une foule de personnes a été attirée lors de l'exécution du prélude du morceau "Clown". Le bassiste du groupe Reginald "Fieldy" Arvizu, a déclaré que la foule s'est rassemblée parce que le style du groupe leur semblait si "différent".
Korn a commencé à donner des concerts en été 1993. Lors d'un concert à Huntington Beach, le groupe a été repéré par Immortal/Epic A&R Paul Pontius. Il offre au groupe la possibilité d'enregistrer un album dans son label. Bien que le groupe ait reçu des offres de plusieurs autres labels, Korn est allé vers Immortal/Epic parce qu'ils ne voulaient pas « renoncer à la totalité de leur liberté de création. ».

## Enregistrement et production
Alors que Korn était à la recherche d'un endroit pour enregistrer leur premier album, ils ont demandé au producteur Ross Robinson de produire leur album. Après avoir accepté l'offre, Robinson a suggéré qu'ils enregistrent à Indigo Ranch, Malibu, en Californie. Le groupe enregistrerait la majorité de l'album là-bas, alors que l'enregistrement supplémentaire a eu lieu à Bakersfield's Fat Tracks,. Korn a enregistré la plupart de l'album avec tous les membres qui jouaient simultanément, en opposition à la méthode d'enregistrement piste par piste. Le son « distinctif » et la qualité de la musique fut couchée par leurs instruments, plutôt que par la production. L'enregistrement de l'introduction de "Shoots and Ladders" a eu lieu au sommet d'une montagne, où on entend Davis jouer de la cornemuse. Il en a résulté un son acoustique plus « naturel » selon la description d'Arvizu. Korn termine l'enregistrement de leur album homonyme fin juin 1994.
Dans une interview avec le magazine heavy metal Metal Hammer, Davis vante le comportement de Robinson, en disant : « Ross est très pur et sain, et c'est quelque chose que tu ressens quand tu es avec lui. C'est le genre de personne qui peut tirer cela de toi. Je me suis senti très en sécurité avec Ross. » L'album est sorti le 11 octobre 1994 sur Immortal et Epic Records. Pendant l'enregistrement de Korn, il y eut cinq morceaux qui n'ont pas été publiés : "Christmas Song", "Sean Olsen", "Layla", "This Broken Soul" et "Twist". "Sean Olsen" fut introduit dans le single de "Shoots and Ladders". "Twist" fut plus tard publié dans leur deuxième album studio Life Is Peachy.

## Liste des chansons
| No  | Titre                                           | Durée |
| --- | ----------------------------------------------- | ----- |
| 1.  | Blind                                           | 4:19  |
| 2.  | Ball Tongue                                     | 4:29  |
| 3.  | Need To                                         | 4:01  |
| 4.  | Clown                                           | 4:37  |
| 5.  | Divine                                          | 2:51  |
| 6.  | Faget                                           | 5:49  |
| 7.  | Shoots and Ladders                              | 5:22  |
| 8.  | Predictable                                     | 4:32  |
| 9.  | Fake                                            | 4:50  |
| 10. | Lies                                            | 3:20  |
| 11. | Helmet in the Bush                              | 4:02  |
| 12. | Daddy (chanson cachée Michael and Geri à 14:06) | 17:31 |

La chanson Daddy dure 9 minutes. S'ensuivent encore quelques minutes de silence, puis une autre piste, Michael and Geri, se fait entendre, consistant en une discussion tendue entre deux protagonistes, au sujet de l'installation de pièces détachées sur une Dodge.
La chanson Blind a été samplée sur le morceau "Anti..." de l'album "Ma Vie" du rappeur français MC Jean Gab'1.

## Formation
- Jonathan Davis (chant, cornemuse)
- James "Munky" Shaffer (guitare)
- Reginald "Fieldy" Arvizu (basse, chœurs)
- David Silveria (batterie, percussions)
- Brian "Head" Welch (guitare, chœurs)